# Amobia capensis
Amobia capensis är en tvåvingeart som beskrevs av Charles Howard Curran 1936. Amobia capensis ingår i släktet Amobia och familjen köttflugor. Inga underarter finns listade i Catalogue of Life.